# Опицвет
Опѝцвет е село в Западна България, община Костинброд, Софийска област.

## География
Село Опицвет се намира на около 27 km северозападно от центъра на областния град София (от Патриаршеската катедрала „Свети Александър Невски“), около 12 km запад-югозападно от общинския център град Костинброд и около 5 km изток-североизточно от град Сливница. Разположено е южно от рида Три уши в Западна Стара планина, покрай десния (южния) бряг на река Блато, ляв приток на река Искър, а на югозапад от селото по посока на Сливница се издига ридът Костело с възвишенията Градище (724,9 m) и Целовижда (703 m) (на Целовижда към 2013 г. е разработена кариера за добив на варовикови инертни материали). Надморската височина в центъра на селото при сградата на кметството е около 562 m, на юг нараства до около 580 m, а на север край реката намалява до около 547 m. Климатът е умереноконтинентален.
Източно край Опицвет минава в направление югозапад – североизток третокласният републикански път III-811, водещ на югозапад към връзка с първокласния републикански път I-8 (автомагистрала Европа) и нататък през град Сливница към град Брезник, а на североизток през село Богьовци към селището Беледие хан и връзка там с второкласния републикански път II-81. От републиканския път III-811 се отклонява на запад за Опицвет около 350 m общински път, който след Опицвет води на север до „Първи възстановителен център за деца с онкохематологични заболявания“ и по-нататък през село Безден до село Богьовци.
Землището на село Опицвет граничи със землищата на: село Безден на север; село Богьовци на изток; село Петърч на югоизток; село Храбърско на юг; град Сливница на югозапад и запад.
Селото е електрифицирано през 1945 г.
В началото на 1960-те години е изградена водоснабдителна система за питейна вода на селищата западно от столицата с водоизточник изворите на река Блато и с това е решен проблемът с водоснабдяването и на село Опицвет.
Числеността на населението на село Опицвет по данните от преброяванията от 1934 г. насам се променя както следва:
| \| Година на преброяване \| Численост \| \| --------------------- \| --------- \| \| 1934 \| 901 \| \| 1946 \| 891 \| \| 1956 \| 703 \| \| 1965 \| 605 \| \| 1975 \| 610 \| \| 1985 \| 514 \| \| 1992 \| 436 \| \| 2001 \| 407 \| \| 2011 \| 412 \| \| 2021 \| 484 \| |           |
| Година на преброяване | Численост |
| 1934 | 901       |
| 1946 | 891       |
| 1956 | 703       |
| 1965 | 605       |
| 1975 | 610       |
| 1985 | 514       |
| 1992 | 436       |
| 2001 | 407       |
| 2011 | 412       |
| 2021 | 484       |

Етническият състав на населението по численост и дял на етническите групи според преброяването през 2011 г. е:
| Етнически групи     | Численост | Дял (в %) |
| Общо                | 412       | 100       |
| Българи             | 397       | 96,36     |
| Турци               | 0         | 0         |
| Цигани              | 12        | 2,91      |
| Други               | 0         | 0         |
| Не се самоопределят | 0         | 0         |
| Не отговорили       | 3         | 0,73      |

## История
След Руско-турската война (1877 – 1878 г.) по Берлинския договор 1878 г. селото – дотогава в Османската империя, попада в Княжество България. При преброяването на населението на Княжество България на 1 януари 1881 г. селото фигурира с името Опицвет в окръг София, околия Искрец, община Петрич (Петърч) и има население 455 души.

### Църква
Около 1835 г. е започната подготовка за построяване на нова църква в селото – идея, избиране на място, подготовка на материали, средства, намиране на майстори, строеж с прекъсвания – повече от 20 години. Църквата е изградена изцяло от дялан камък на варов разтвор. Построена е като еднокорабна базилика. Тържественото ѝ освещаване става през 1861 г. Наречена е „Света великомъченица Неделя“. До главния вход на църковния двор е построена магерницата – паянтова сграда за подпомагане на църковните ритуали, в която се е готвила храната – и за монасите, и за ратаите, а по-късно е ползвана и за училище, читалище, клуб. През 1994 г. в местността „Врелото“, в непосредствена близост до питейната помпена станция – село Опицвет, е възстановена полуразрушената до тогава постройка на параклиса „Свети Йоан Златоуст“.

### Училище
Първите училищни занимания, организирани от Геко Соколов, са започнали през 1890-те години и са провеждани в двете стаи на магерницата при твърде примитивни условия. Сграда за училището е построена и открита през 1923 г. и училището е само основно – до четвърто отделение (тогава отделения са наричани класовете от първи до четвърти), а след построяването няколко години по-късно и на източното му крило са добавени три класа и то вече функционира като прогимназия. Училището носи името на Св. Климент Охридски.

### Читалище
В началото на 1920-те години е основано Народното читалище „Разум“, използвало първоначално една от стаите на магерницата, по-късно през 1940-те и 1950-те години – и една стая в частна къща, ползвана дотогава за бакалия, а в края на 1960-те години получава съвременна материална база в новопостроения Културен дом.

### Името на селото
Според преданията първото име на селото е Омайцвет. Самото предание гласи, че най-хубавото момиче в селото се е казвало Цвета. Действието се развива по време на османската власт, когато агата, който е управлявал района, я е поискал за жена и тя, за да не му пристане, се упоила с някаква билка, но агата не се отказал от ОМАЙНАТА ЦВЕТА и я убил в района на днешното село.
Друга версия за името тръгва от събития през последните години на село Портарево. След поредна оргия на турски заптиета в селото и опит да посегнат на хубавата мома Цвета, братята ѝ убиват заптиетата и ги закопават в тръстиките край реката. Тръгва слух, че Цвета е напоила турците и те изчезнали. Оттам идва и версията за развитието на името – от „Опой Цвета“ до Опицвет. Историята с убийството се разкрила и турците започнали гонения и разправа с цялото население.
Според друго предание, някога по-сетнешните жители на гр. Сливница и с. Опицвет са живеели в едно селище край извора на река Блато. Понеже хората са страдали от набезите на турците по времето на османската власт, те решили да се преселят, като по-голяма част от жителите се заселили в района на днешния град Сливница, а по-малката – останали по-близо до река Блато. Поради това първите нарекли вторите „о̀паки“ хора (о̀пак свет), а мястото, където живеят долината (дола) на о̀паките и оттам Опицвет.

### Поминък
Основен поминък на населението още от далечни времена традиционно са били земеделието и животновъдството.
От зърнено-житните култури преобладаващо се е сеело жито и по-малко ръж, царевица, ечемик и овес. От останалите култури се е сеел слънчоглед, кръмно и захарно цвекло, картофи, фий, грах и люцерна за фураж, тикви, коноп, фасул. Почти всяко семейство е садяло зеленчуци в малки градини покрай околните водни течения и басейни.
Отглежданите животни са били предимно овце, свине и кокошки, а също и крави, волове и коне. Наличието на вода и обширни пасища е благоприятствало овцевъдството още от времето на някогашното село Портарево. Още оттогава почти всяко семейство е строило извън селището поя̀ти, използвани целогодишно и просъществували до 60-те години на 20 век.
Политическите промени в България след 9 септември 1944 г. оставят поминъка на населението на село Опицвет в рамките на традиционния, но той вече се осъществява много по-малко самостоятелно от семействата, а е съсредоточен основно в кооперативните форми на организация, доминирали в селското стопанство до края на 80-те години на 20 век.
През втората половина на 20 век село Опицвет е известно с една от най-добрите мандри за производство на бяло саламурено сирене в България.

## Обществени институции
Село Опицвет към 2024 г. е център на кметство Опицвет.
В село Опицвет към 2024 г. има:
- действащо читалище „Разум – 1922“;[17][18]
- православна църква „Света Неделя“;[19]
- пощенска станция.[20]

## Културни и природни забележителности
В центъра на село Опицвет има паметник на загиналите във войните за национално освобождение (1912 – 1918 г.) и Втората световна война (1941 – 1945).

## Редовни събития
Събор на селото, седмица след Великден (Томина неделя).

## Други
В селото се изгражда рехабилитационен център за деца с онкохематологични заболявания. За целта на 15 февруари 2012 г. на благотворителен концерт в зала 1 на НДК танцьорите от трупата на Нешка Робева събират 40000 лева.

## Галерия
- Военният паметник в село Опицвет